# Antonin-Gilbert Sertillanges
|  |

Antonin-Gilbert Sertillanges, en religion Antonin-Dalmace Sertillanges, né le 16 novembre 1863 à Clermont-Ferrand (France) et mort le 26 juillet 1948 à Sallanches (France), est un prêtre dominicain français, philosophe moraliste de renom. Il est principalement connu pour ses études sur saint Thomas d'Aquin et le thomisme et pour s'être opposé en chaire et en présence de l'épouse du président de la République aux négociations de paix du pape Benoît XV[réf. souhaitée]. Il est l'auteur de plusieurs ouvrages et articles sur Henri Bergson.

## Biographie
Sertillanges entre dans l'ordre dominicain en 1883 et prend le nom en religion d'Antonin-Dalmace Sertillanges. Il est ordonné prêtre le 14 octobre 1888 au couvent Saint-Dominique de Corbara. Il est secrétaire de la Revue thomiste à partir de sa fondation en 1893.
À partir de 1900, il est professeur de philosophie morale à l'Institut catholique de Paris.

### Distinction
- 1918 : élu membre de l'Académie des sciences morales et politiques

## Commentaire
Lors de la parution de son œuvre majeure sur saint Thomas d'Aquin en 1910, François Picavet écrivait :

« Saint Thomas, dit-il, est d'un abord extrêmement difficile : l'habitude d'aborder les questions par leur côté le plus formel déroute les esprits habitués à procéder par développements et approches successives ; la doctrine est découpée en articles dont chacun ne fournit qu'une mince tranche de vérité, sans liaisons faciles avec d'autres ; on ne peut donc le consulter, il faut se mettre à son école, connaître ses ouvrages comme le forestier sa forêt, voir revenir les principes directeurs, peu nombreux, mais toujours variés en leurs applications, se familiariser avec eux et avec l'ordre qui préside à leur mise en œuvre. M. Sertillanges a donc voulu aider ceux qui ne répugnent pas à faire l'effort nécessaire pour se retrouver dans l'œuvre peu connue du docteur angélique. Pour cela il indique, en chaque matière, l'objet de la doctrine plus qu'il ne tient à énumérer longuement les solutions particulières. Son ambition est d'éclairer les thomistes de cœur sur l'objet d'une admiration demeurée trop sentimentale, de réconcilier quelques esprits non prévenus avec des points de vue qu'ils déclarent volontiers périmés. »

— Revue philosophique de la France et de l'étranger (LXXI, janvier à juin 1911, p. 100)
Antoine de Saint-Exupéry écrit dans ses Carnets, parus chez Gallimard en 1960, page 32 et suivantes : « Sophisme Sertillanges : dans Les sources de la croyance de Dieu, le père Sertillanges divise les hommes en croyants et incroyants... »

## Principales publications
- L'Art et la Morale (1899) ;
- Le Patriotisme et la Vie sociale (1903)
- Nos luttes (1903) ;
- La Politique chrétienne (1904) ;
- Agnosticisme ou Anthropomorphisme (1908) ;
- Féminisme et Christianisme (1908) ;
- Saint Thomas d'Aquin (2 volumes, 1910) ;
- Paroles françaises (1919) ;
- La Vie catholique (2 volumes, 1921) ;
- L'Église (2 volumes, 1921) ;
- L'Amour chrétien (1921) ;
- Les Idées et les Jours : propos de Senex (2 volumes, 1928) ;
- L'Orateur chrétien : traité de prédication (1930) ;
- Catéchisme des incroyants (2 volumes, 1930) ;
- Le Christianisme et les Philosophies (2 volumes, 1939-1941) ;
- Hommes, mes frères (1941) ;
- Blaise Pascal (1941) ;
- Henri Bergson et le Catholicisme (1941) ;
- Avec Henri Bergson (1941). Réédition : Sils Maria, Mons, 2002 ;
- L'avenir de la science, avec Louis de Broglie, Raymond Charmet, André Thérive, Pierre Devaux, Daniel Rops, Plon, coll. Présences (1941).
- La Vie française (1943) ;
- La Philosophie de Claude Bernard (1944) ;
- L'Idée de création et ses retentissements en philosophie (1945) ;
- Les Fins humaines (1946) ;
- La Philosophie des lois (1946) ;
- Le Problème du mal (2 volumes, 1948) ;
- Le Pensionnat de Godefroy-de-Bouillon de Clermont-Ferrand, 1849-1945 (1948-1849). Réédition : lycée Godefroy-de-Bouillon, Clermont-Ferrand, 1998 ;
- La Philosophie morale de Saint Thomas d'Aquin (1962) ;
- De la mort, pensées inédites d'A.-D. Sertillanges, présentées par Maurice Lelong o.p. (1963) ;
- La Vie intellectuelle, son esprit, ses conditions, ses méthodes (1965) ;
- Regards sur le monde (1965) ;
- L'Univers et l'Âme (1965).

### Traductions
- Thomas d'Aquin : Somme théologique. Ia. Dieu, questions 1-11, éditions de la Revue des jeunes (1926).
- Thomas d'Aquin : Somme théologique. Ia. Dieu, questions 12-17, éditions de la Revue des jeunes (1926).
- Thomas d'Aquin : Somme théologique. Ia. Dieu, questions 18-26, éditions de la Revue des jeunes (1927).
- Thomas d'Aquin : Somme théologique. Ia. La création, questions 44-49, éditions de la Revue des jeunes (1948).

### Prières célèbres
Parmi d'autres prières composées par le père Sertillanges, la plus connue est sans doute celle-ci, sur la mort :
« Par la mort, la famille ne se détruit pas, elle se transforme » :

« Par la mort, la famille ne se détruit pas, elle se transforme, une part d’elle va dans l’invisible.
On croit que la mort est une absence, quand elle est une présence discrète. 
On croit qu’elle crée une infinie distance, alors qu’elle supprime toute distance, en ramenant à l’esprit ce qui se localisait dans la chair. 
Que de liens, elle renoue, que de barrières elle brise, que de murs elle fait crouler, que de brouillard elle dissipe, si nous le voulons bien. 
Vivre, c’est souvent se quitter ; Mourir, c’est se rejoindre. Ce n’est pas un paradoxe de l’affirmer. 
Pour ceux qui sont allés au fond de l’amour : la mort est une consécration non un châtiment...
Au fond, personne ne meurt, puisqu’on ne sort pas de Dieu. Celui qui a paru s’arrêter brusquement sur sa route, écrivain de sa vie, a seulement tourné la page.
Plus il y a d’êtres qui ont quitté le foyer, plus les survivants ont d’attaches célestes. 
Le ciel n’est plus alors uniquement peuplé d’anges, de saints connus ou inconnus et du Dieu mystérieux. Il devient familier, c’est la maison de famille, la maison en son étage supérieur, si je puis dire et du haut en bas, le souvenir, les secours, les appels se répondent. 
Ainsi soit-il. »

— Prière du Père Sertillanges o.p. Par la mort, la famille ne se détruit pas, elle se transforme